# Ben Woolf
Benjamin Eric Woolf (15 septembre 1980 – 23 février 2015) est un acteur américain principalement connu pour ses rôles de Infantata et de Meep dans l'anthologie horrifique American Horror Story. Il enseignait également dans une école maternelle. 

## Biographie
Woolf est né le 15 septembre 1980 à Fort Collins, Colorado, aux États-Unis, de l'union de Nicholas Woolf et de Marcy Luikart, auteure. Il avait une sœur, Kathryn Woolf, et une demi-sœur, Heather Luikart. Woolf grandit à Fairfield, Iowa.
Il déménage avec sa famille à Santa Barbara en 1999 où il commence notamment le théâtre d'improvisation. Il eût son diplôme à l'université et débuta alors l'enseignement dans le programme Head Start à Goleta jusqu'en 2010, où il décida de s'en aller vers Hollywood afin de poursuivre son rêve d'acteur.
Il souffrait de nanisme pituitaire, mesurant 1,31 mètre étant adulte. Il meurt le 23 février 2015, à 34 ans, d'une attaque résultant d'un traumatisme crânien reçu lors d'un accident de la route. Il fut frappé par le rétroviseur d'une voiture à Los Angeles, Californie. Woolf décéda plus tard au Cedars-Sinai Medical Center, situé à Los Angeles.

## Carrière
Woolf est apparu dans les films Dead Kansas, Insidious, Haunting Charles Manson, Tales of Halloween et Woggie, mais est surtout connu pour ses rôles récurrents dans l'anthologie horrifique américaine de Ryan Murphy et Brad Falchuk, American Horror Story. 
Il déclare, par rapport à son amour pour l'enseignement « Quand vous êtes avec des enfants, vous vivez en quelque sorte dans un monde différent qui n'a aucune règle. C'est juste, de l'imagination »

## Récompenses
Deux semaines avant de décéder, Woolf fut acclamé à Moscou pour ses contributions au genre horrifique au Russian Horror Film Awards. 

## Filmographie

### Cinéma
- 2010 : Insidious : le garçon qui danse
- 2012 : Woggie : le petit homme
- 2013 : Unlucky Charms : Pookah
- 2013 : Dead Kansas : Squeak
- 2014 : Haunting Charles Manson : Himmler
- 2015 : Tales of Halloween : Rusty Rex

### Télévision
- 2007 : TV Face : quelque chose (2 épisodes)
- 2011 : American Horror Story: Murder House : Thaddeus 'Infantata' Montgomery (2 épisodes)
- 2012 : Eagleheart : Frib (1 épisode)
- 2013 : Dexter : cascadeur (1 épisode)
- 2014-2015 : American Horror Story  Freak Show : Meep (3 épisodes)